# Малий Гранд-Кі
Мали́й Гранд-Кі (англ. Little Grand Cay) — рівнинний острів в складі Багамських островів. В адміністративному відношенні відноситься до району Гранд-Кі. Тут знаходиться адміністративний центр району — місто Гранд-Кі-Сіті.
Острів розташований на півночі архіпелагу Абако за 120 м на південний схід від острова Гранд-Кі. Острів рівнинний, хоч і має найбільшу висоту серед групи — 7 м. Має довжину 1,4 км, ширину 200 м.